# The Reef 2 - Alta marea
The Reef - Alta marea (The Reef 2: High Tide) è un film del 2012 diretto da Mark A.Z. Dippé e Taedong Park. È il seguito del film The Reef - Amici per le pinne, uscito nel 2006.

## Trama
Il giovane pesce Tay, dopo esser diventato un eroe ed aver sposato Rebecca (da cui avrà un figlio, chiamato Junior), si trova in difficoltà essendo l'unico in grado di salvare la barriera corallina dal perfido Troy, il suo rivale squalo tigre, ritornato nei mari in forma semi-robotica in cerca di vendetta, arruolando un esercito dei feroci squali. Tay fonda così una scuola di arti marziali per decidere chi sarà il suo successore.

## Personaggi
- Tay: È il protagonista dei due film.
- Rebecca: È la protagonista femminile dei due film.
- Junior: È il figlio di Tay e di Rebecca.
- Troy: È il principale antagonista dei due film.
- Dylan: Uno degli amici di Tay.
- Ulisse: Una tartaruga verde.